# Нуар (кіно)

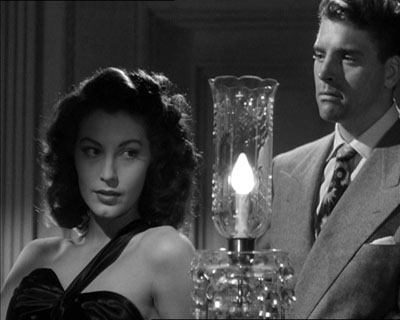
Кадр з фільму «Вбивці»

«Чорний фільм» (фр. film noir фр.: [film nwaʁ] — «фільм-нуар») — напрям у кінематографі (насамперед американському) 1940-х — початку 1950-х років, який відобразив атмосферу песимізму, недовіри, розчарування і цинізму, характерну для західного суспільства під час Другої світової війни і в перші роки холодної війни.
Епоха класичного нуару лежить між фільмами «Мальтійський сокіл» (1941) і «Дотик зла» (1958). На створенні нуару спеціалізувалися режисери Рауль Волш, Джон Г'юстон, Роберт Сьодмак, Отто Премінгер і Фріц Ланг; свій внесок у розвиток жанру внесли такі великі майстри, як Стенлі Кубрик, Орсон Веллс, Біллі Вайлдер, Ніколас Рей і Альфред Хічкок. Еталонні образи приватних детективів і негідників у фільмах цього напряму створили актори Гамфрі Богарт, Дена Ендрюс, Берт Ланкастер та Орсон Веллс. «Фатальних жінок» в нуарі грали майже всі голівудські кінодіви того часу, зокрема, Рита Гейворт, Джоан Кроуфорд, Лорен Беколл, Барбара Стенвік і Джин Тірні.
У сценарному плані нуар відштовхувався від американської школи «крутого детектива» (англ. hard-boiled fiction), а відносно операторської роботи багато прийомів були запозичені з арсеналу німецького експресіонізму («М» Фріца Ланга). Крім самого Ланга, багато майстрів нуару (Премінгер, Сьодмак, Вайлдер) пройшли загартування у німецькому кінематографі довоєнного часу. Не виключений також вплив французького поетичного реалізму кінця 1930-х років («Пепе ле Моко»). Фільми-нуар знімалися і за межами США — у Великій Британії, у Франції та в Японії.

## Термінологія і визначення
Термін «чорний фільм» або «фільм нуар» був введений французькими критиками в 1946 році для позначення стилю, який отримав популярність в американському кіно в середині 40-х років. Для нього характерні кримінальний сюжет, похмура атмосфера цинічного фаталізму і песимізму, стирання межі між героєм і антигероєм, відносна реалістичність дії і темне освітлення сцен, як правило, нічних. Жінки, зазвичай, виступають як нечесні персонажі, яким не можна довіряти. З іншого боку, саме вони мотивують дії головних героїв чоловічої статі.
Єдиної думки щодо природи фільму-нуар у кінознавців та істориків кіно не існує. Широкий огляд різних точок зору на це питання зроблений Джоном Белтоном у статті «Лицарі дороги фільмів-нуар» для журналу «Брайт Лайтс Філм» (англ. Bright Lights Film). Серед численних дослідників виділяються групи авторів, які бачать «нуар» в рамках уявлень про жанр; авторів, які визначають його через стилістичні, переважно образотворчі, особливості, і авторів, які намагаються визначити «фільм-нуар» принципово інакше.
Єдиного загальноприйнятого визначення феномена «нуар» в кінознавстві не існує. Цей термін застосовується до групи фільмів, знятих у Голівуді у воєнний та повоєнний періоди, які є свого роду еталоном поняття «нуар» в кіно. Часто його визначають як особливий жанр кіномистецтва або субжанр драми (Джеймс Деміко, Фостер Гірш). Поряд з цим, низка критиків заперечують, зазначаючи, що фільми-нуар — це явище позажанрове (Стівен Ніл, Пол Шрейдер, Джон Белтон), серед них можна знайти не тільки детективи та кримінальні драми, а й вестерни, і навіть комедії.

Залежно від обраної дефініції до нуару відносять або не відносять проблемні з жанрової точки зору фільми — це трилери в стилі Хічкока (від «Ребеки» до «Ночі мисливця»), досить легкі, не позбавлені оптимізму романтичні стрічки на військово-шпигунські теми (як, наприклад, знаменита «Касабланка», «Мати і не мати» Г. Гоукса, «Лиха слава» Хічкока), а також гостросюжетні трилери, дія яких відбувається у вікторіанську епоху («Гасове світло» Дж. К'юкора, «Підозрюваний» і «Гвинтові сходи» Р. Сьодмака).

## Художні особливості

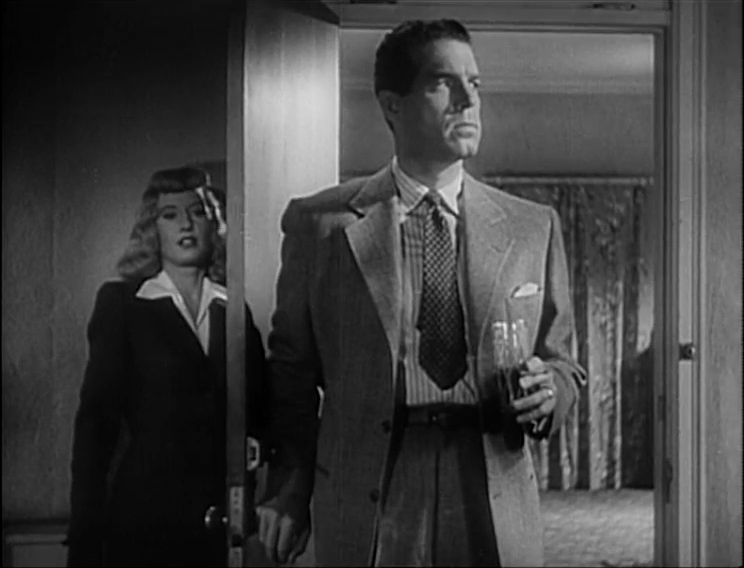
Кадр із фільму «Подвійна страховка» Біллі Вайлдера

Сюжетну лінію «чорних фільмів» відрізняє заплутаність. Як зазначав Жорж Садуль, фабула фільму-нуар «липка, як кошмар чи мова п'яниці». Ця сюжетна невизначеність породжує у глядача неясну тривогу:
|  | Приватний детектив погоджується виконати дуже невизначену місію: знайти жінку, зупинити шантаж, прибрати когось, і тут же трупи вистилають його шлях. За ним стежать, його оглушують, його заарештовують. Варто йому запитати про щось, як він опиняється, зв'язаний і закривавлений, у підвалі. Люди, ледь помітні в темряві, стріляють і тікають. |

Зазвичай відзначають такі елементи стилю «нуар»:
- Більшість сцен — нічні або навмисно затемнені; денні сцени високо контрастні.
- У кадрі переважають вертикальні і косі лінії, світло падає через жалюзі на кшталт тюремних ґрат. Особи героїв часто відбиваються в дзеркалах або показані через димчасте скло.
- Освітлення не виділяє актора серед обстановки, часто він взагалі знаходиться у тіні, що підкреслює розчинення персонажів у середовищі, у загальній похмурій атмосфері[6].
- У традиції німецького експресіонізму рясніють перекручені ракурси: камера часто відображає героїв або місце дії ширококутним об'єктивом, з незвично високої або низької точки зйомки, «під голландським кутом».
- «Чорному фільму» ближче за духом методичне, розмірене нагнітання напруги від діалогу до діалогу (т. зв. саспенс), а не суєта, погоні, бійки (т. зв. екшн).
- Природне «середовище проживання» не обтяжених моральними принципами героїв — велике місто-лабіринт у цілому і його кримінальні околиці зокрема. Дія часто відбувається в барах, мотелях, розважальних закладах, підпільних залах для азартних ігор.
- Мотив води: дощ, вологі поблискуючі вулиці, доки, причали — часті деталі у фільмі-нуар.
- Складна, заплутана хронологія дії, що створює враження «розгубленості у часі», дезорієнтації.

## Еволюція
Незважаючи на вузькі рамки нуарової стилістики, «чорний фільм» досить різноманітний у своїх найкращих зразках. З нуаром перегукуются багато фільмів Альфреда Хічкока, хоча навіть у 1940-і роки його творчість не зводиться лише до цього напрямку. Елементи нуару простежуються в гангстерському вестерні «Висока Сьєрра» з Гамфрі Богартом у головній ролі, що вийшов на екрани в січні 1941. Через кілька місяців Богарт зіграв головну роль у першому «чистому» прикладі жанру — детективі Джона Г'юстона «Мальтійський сокіл» (1941). Саме цей фільм увів в американське кіно тип жорсткого, цинічного героя і образ розважливої, корисливої жінки, що раз по раз зраджує його. І те, й інше різко контрастувало із життєрадісними голлівудськими героями довоєнного часу.
Конвеєрне виробництво нуару починається в 1944 році. Саме в цей час Американська кіноакадемія визнала за нуаром законне місце в голлівудській ієрархії жанрів, нагородивши головними призами фільм Біллі Вайлдера «Подвійна страховка». (Фільм жахів, скажімо, не вважався жанром серйозним і не міг претендувати на «Оскари» в головних номінаціях). Вайлдер зняв фільм «без будь-яких слідів любові або жалості». Сюжет про жінку, що обманює коханця аби позбутися багатого чоловіка, з'єднував героя і антигероя в одній особі, і за поєднанням цинізму й песимізму був для того часу безпрецедентним.

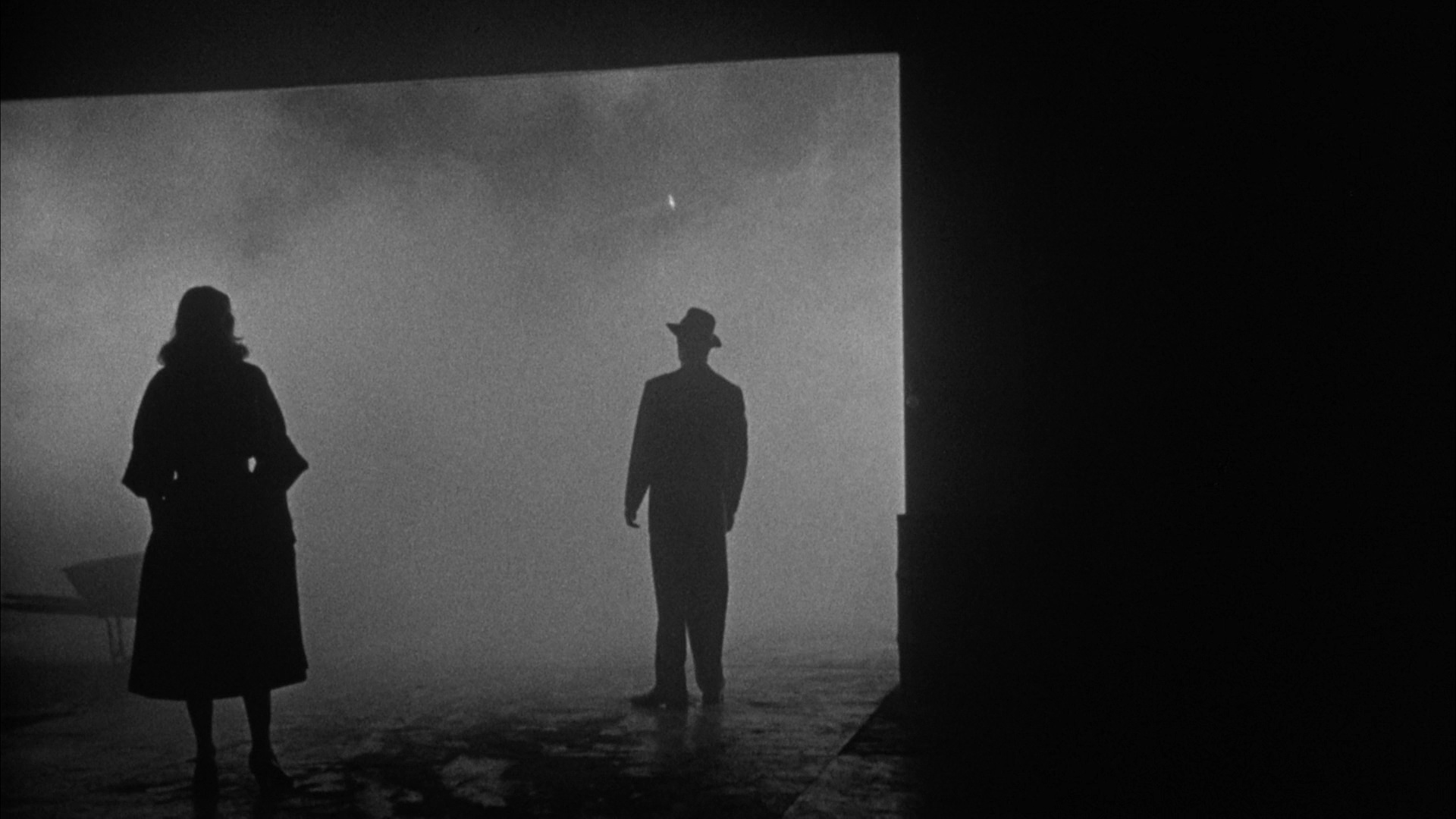
Типовий образ з фільму-нуар. Кадр із фільму «Великий ансамбль» (1955); режисер Дж. Льюїс, оператор Дж. Олтон

Нова стилістика відповідала настроям часу: кінець війни і повернення солдатів з фронту змусили американців подивитися в обличчя реальності. «Чорні фільми» використовували, як правило, детективні сюжети, запозичуючи їх у авторів «крутих» детективів — таких, як Реймонд Чандлер (серія фільмів про Філіпа Марлоу), Дешил Хеммет («Скляний ключ»), Д. М. Кейн («Листоноша завжди дзвонить двічі»), К. Вулріч («Чорний ангел»). У титрах класичних нуарів можна побачити імена і більш інтелектуальних авторів — Вільяма Фолкнера («Глибокий сон») Ернста Хемінгуея («Убивці»), К. Одетса («Термін закінчується на світанку») та ін.
Своєрідний внесок в еволюцію нуару внесли дрібні студії, які спеціалізувалися на малобюджетних стрічках категорії «Б»: такі фільми знімалися вночі, при мінімальному освітленні і часто за межами дорогих студійних декорацій. Найбільш успішно справлялися з обмеженнями бюджету такі режисери, як Е. Г. Ульмер («Об'їзд», 1945) і Е. Дмитрик («Перехресний вогонь», 1947). Їх картини, так само як і роботи Ж. Дассена, Г. Гетевей і ін, вивели Голівуд за межі «гламурних» студійних декорацій і наблизили фільми до реального життя того часу (неореалізм).
З відновленням післявоєнної економіки до американців починає повертатися впевненість у світлому майбутньому. У міру зростання оптимістичних настроїв нуар витісняється на узбіччя кіновиробництва. Починаючи з 1948 року все частіше з'являються великобюджетні нуари в кольорі, дія переноситься далеко за місто, часом у спекотні країни («Леді з Шанхаю», «Риф Ларго», «Ніагара»). Замість темних, погано освітлених підворіть екран все частіше заливає сонячне світло, іноді для позначення цієї групи фільмів замість «фільм-нуар» застосовується контрастне найменування — «фільм-солей» (film soleil, «сонячний фільм»). Після 1955 року інтерес до нуар в Голівуді та інших країнах сходить нанівець; в бокс-офісі його витісняють такі жанри, як пеплум, романтична комедія і мюзикл.
Мода на нуар повертається у 1990-і роки, причому дія низки нових нуарів поміщена у класичні для жанру повоєнні роки («Таємниці Лос-Анджелеса», 1996), більша ж частина «чорних фільмів» побудована на сучасному матеріалі («Звичайні підозрювані», 1995). Чи не першим «нео-нуар» прийнято вважати «Китайський квартал» Романа Поланського (1974). У сучасному кінематографі нуарова стилістка розчинена у фільмах різних жанрів і напрямів, включаючи вестерни («Старим тут не місце»), комедії («Фарго»), фантастичні блокбастери («Той, що біжить по лезу», «Темне місто») і навіть авторське кіно з відтінком сюрреалізму (фільми 2000-них років Д. Кроненберга і Девіда Лінча).

## Фільми нуар

### Класичний голлівудський нуар
Жирним виділені фільми, визнані в США національним надбанням.

#### Ранній нуар
- Серпень 1940 — «Незнайомець на третьому поверсі», реж. Борис Інгстер (часто називається першим «справжнім» фільмом-нуар)
- Січень 1941 — «Висока Сьєрра», реж. Рауль Волш
- Жовтень 1941 — «Мальтійський сокіл», реж. Джон Г'юстон (еталон жанру)
- Травень 1942 — «Зброя для найму», реж. Френк Таттл
- Жовтень 1942 — «Скляний ключ», реж. Стюарт Гайслер
- Січень 1943 — «Тінь сумніву», реж. Альфред Хічкок

### Зрілий нуар
- Лютий 1944 — «Леді-привид», реж. Роберт Сьодмак
- Вересень 1944 — «Подвійна страховка», реж. Біллі Вайлдер
- Жовтень 1944 — «Лора», реж. Отто Премінгер і «Міністерство страху», реж. Фріц Ланг
- Листопад 1944 — «Жінка у вікні», реж. Ф. Ланг
- Грудень 1944 — «Убивство, моя люба», реж. Едвард Дмитрик
- Вересень 1945 — «Мілдред Пірс», реж. Майкл Кертіс
- Жовтень 1945 — «Заворожений», реж. А. Хічкок; «Занепалий ангел», реж. О. Премінгер
- Листопад 1945 — «Втрачений вікенд», Б. Вайлдера, «Об'їзд», Едгара Г. Ульмера і «Мене звуть Джулія Росс» Джозефа Льюїса
- Грудень 1945 — «Бог їй суддя» Джона М. Сталя, «Загнаний в кут» Е. Дмитрика і «Вулиця гріха» Ф. Ланга
- Лютий 1946 — «Джильда» Чарльза Відора
- Квітень 1946 — «Блакитний жоржин» Джорджа Маршалла
- Травень 1946 — «Листоноша завжди дзвонить двічі» Тея Гарнетта і «Чужинець» Орсона Веллса
- Липень 1946 — «Дивна любов Марти Айверс» Льюїса Майлстоуна
- Серпень 1946 — «Глибокий сон» Говарда Гоукса, «Лиха слава» А. Хічкока і «Вбивці» Р. Сьодмака
- Жовтень 1946 — «Темне дзеркало» Р. Сьодмака
- Листопад 1946 — «Погоня» Артура Ріплі і «Підводна течія» Вінсента Міннеллі
- Січень 1947 — «Дівчина в озері» Роберта Монтгомері
- Березень 1947 — «Червоний будинок» Делмера Дейвса
- Травень 1947 — «Народжений вбивати» Роберта Вайза
- Червень 1947 — «Груба сила» Жюля Дассена і «Жінка на пляжі» Жана Ренуара
- Липень 1947 — «Одержима» Кертіса Бернгардта
- Серпень 1947 — «Тіло і душа» Роберта Росії і «Поцілунок смерті» Генрі Гетевей
- Вересень 1947 — «Темний коридор» Д. Дейвса
- Листопад 1947 — «З минулого» Жака Турнера [13]
- Грудень 1947 — «Леді з Шанхаю» О. Веллса і «Збирачі податків» Ентоні Манна
- Січень 1948 — «Таємниця за дверима» Ф. Ланга і «Я йду один» Байрона Гаскина
- Лютий 1948 — «Дзвонити: Нортсайд 777» Г. Гетевея
- Травень 1948 — «Оголене місто» Ж. Дассена і «Брудна угода» Е. Манна
- Липень 1948 — «Кі-Ларго» Дж. Г'юстона
- Вересень 1948 — «Вибачте, помилилися номером» Анатоля Литвака і «Плач міста» Р. Сьодмака
- Жовтень 1948 — «Схід місяця» Френка Борзейгі
- Листопад 1948 — «Він бродив ночами» Альфреда Л. Веркера
- Грудень 1948 — «Сила зла» Абрахама Полонського
- Січень 1949 — «Хрест-навхрест» Р. Сьодмака
- Лютий 1949 — «Полонянка» Макса Офюльса
- Березень 1949 — «Підстава» Р. Вайза
- Липень 1949 — «Будинок незнайомців» Джозефа Л. Манкевича
- Вересень 1949 — «Біла гарячка» Р. Уолша
- Жовтень 1949 — «Злодійське шосе» Ж. Дассена, «За лісом» Кінга Відора і «Момент нерозсудливості» М. Офюльса
- Листопад 1949 — «Вир» О. Премінгера і «Вони живуть уночі» Ніколаса Рея

### Пізній нуар
- Січень 1950 — «Втратити розум від зброї» Дж. Льюїса і «Справа Тельми Джордон» Р. Сьодмака
- Квітень 1950 — «Мертвий після прибуття» Рудольфа Мате
- Березень 1950 — «Будинок біля річки» Ф. Ланга
- Травень 1950 — «Асфальтові джунглі» Дж. Г'юстона і «У затишному місці» Н. Рея
- Червень 1950 — «Там, де закінчується тротуар» О. Премінгера
- Серпень 1950 — «Бульвар Сансет» Б. Вайлдера
- Жовтень 1950 — «Темне місто» Вільяма Дитерлена
- Грудень 1950 — «Звук люті» Сая Ендфілда
- Травень 1951 — «Мародер» Джозефа Лоузі
- Червень 1951 — «Незнайомці у потязі» А. Хічкока
- Липень 1951 — «Туз у рукаві» Б. Вайлдера
- Серпень 1951 — «Жінка його мрії» Джона Ферроу
- Листопад 1951 — «Детективна історія» Вільяма Вайлера
- Лютий 1952 — «На небезпечній землі» Н. Рея
- Червень 1952 — «Сутичка вночі» Ф. Ланга і «Афера на Тринідаді» В. Шермана
- Серпень 1952 — «Раптовий страх» Девіда Міллера
- Листопад 1952 — «Таємниці Канзас-сіті» Філа Карлсона
- Грудень 1952 — «Ангельське личко» О. Премінгера
- Січень 1953 — «Ніагара» Г. Гетевея
- Квітень 1953 — «Попутник» Іди Лупін
- Червень 1953 — «Подія на Саут-стріт» Семюела Фуллера
- Жовтень 1953 — «Сильна спека» Ф. Ланга
- Лютий 1955 — «Великий ансамбль» Дж. Льюїса
- Травень 1955 — «Цілуй мене на смерть» Роберта Олдріча
- Серпень 1955 — «Пригода в Фінікс-сіті» Ф. Карлсона
- Вересень 1955 — «Поцілунок убивці» Стенлі Кубрика
- Листопад 1955 — «Великий ніж» Р. Олдріча
- Травень 1956 — «Поки місто спить» Ф. Ланга і «Вбивство» С. Кубрика
- Вересень 1956 — «За межами розумного сумніву» Ф. Ланга
- Грудень 1956 — «Не та людина» А. Хічкока
- Червень 1957 — «Солодкий запах успіху» Олександра Маккендріка
- Травень 1958 — «Печать зла» О. Веллса
- Грудень 1958 — «Вбивство за контрактом» Ірвінга Лернера
- Жовтень 1959 — «Ставки на завтра» Р. Вайза і «Криваве кімоно» С. Фуллера

### Фільми інших країн, зняті у нуаровій стилістиці
Жирним виділені фільми, зняті за участю американців і часто зараховувані до класичного нуару.
- «Пепе ле Моко» Жульєна Дювів'є (1936)
- «Одержимість» Лукіно Вісконті (1943)
- «Ворон» Анрі-Жоржа Клузо (1943)
- «Вибулий з гри» Керола Ріда (1947)
- «Третя людина» Керола Ріда (1949)
- «Безпритульний пес» Акіри Куросави (1949)
- «Ніч і місто» Жуля Дассена (1950)
- «Втрачений» Пітера Лорре (1951)
- «Не чіпай здобич» Жака Беккера (1954)
- «Чоловічі справи» Жуля Дассена (1955)
- «Боб — марнотратник життя» Жана-П'єра Мельвіля (1955)
- «Відьми» Анрі-Жоржа Клузо (1955)
- «Ліфт на ешафот» Луї Маля (1957)
- «Загнаний вовк» Ясудзі Масумура (1960)
- «На яскравому сонці» Рене Клемана (1960)
- «Стріляйте в піаніста» Франсуа Трюффо (1960)
- «Наречена була в чорному» Франсуа Трюффо (1968)
- «Сирена з Міссісіпі» Франсуа Трюффо (1969)
- «Криваве весілля» Клода Шаброля (1973)
- «Ангел-А» Люка Бессона (2005)

### Нео-нуар
Наступні фільми іноді з застереженнями зараховують до сучасних форм «нуару» («пост-нуар», «нео-нуар»).
- «Постріл впритул», реж. Джон Бурмен
- «Довге прощання», реж. Роберт Олтмен
- «Китайський квартал», реж. Роман Поланський
- «Жар тіла», реж. Лоуренс Кездан
- «Просто кров», «Перехрестя Міллера» і «Людина, якої не було», реж. брати Коени
- «Синій оксамит», «Шосе в нікуди» і «Малхолланд Драйв», реж. Девід Лінч
- «Гамлет йде в бізнес», реж. Акі Каурісмякі
- «Звичайні підозрювані», реж. Браян Сінгер
- «Таємниці Лос-Анджелеса», реж. Кертіс Генсон
- «Переслідування» і «Пам'ятай», реж. Крістофер Нолан
- «Таємнича річка», реж. Клінт Іствуд
- «Погане виховання», реж. Педро Альмодовар
- «Виправдана жорстокість», реж. Девід Кроненберг
- «Місто гріхів» реж. Роберт Родрігес
- «Драйв», реж. Ніколас Віндінг Рефн
- «Крижаний врожай», реж. Гарольд Реміс
- «Las Meninas»[7] та «Delirium»[8], реж. Ігор Подольчак

### Пародії на нуар
Наступні фільми цілком побудовані на пародіюванні стилістики фільмів-нуар або містять епізоди, чітко пародіюють штампи таких фільмів.
- «Театральний фургон», реж. Вінсент Міннеллі
- «Мертві пледів не носять», реж. Карл Райнер
- «Голий пістолет», реж. Девід Цукер
- «Хто підставив кролика Роджера?», реж. Роберт Земекіс
- «Поцілунок навиліт», реж. Шейн Блек